# Massaria sorbi
Massaria sorbi är en svampart som tillhör divisionen sporsäcksvampar, och som beskrevs av Hazsl.. Massaria sorbi ingår i släktet Massaria, och familjen Massariaceae. Arten är reproducerande i Sverige.